# Leymus multicaulis
Leymus multicaulis är en gräsart som först beskrevs av Grigorij Silych Karelin och Ivan Petrovich Kirilov, och fick sitt nu gällande namn av Nikolai Nikolaievich Tzvelev. Leymus multicaulis ingår i släktet strandrågssläktet, och familjen gräs. Inga underarter finns listade i Catalogue of Life.